# Legion potępieńców
Legion potępieńców (dun. De fordømtes legion, ang. Legion of Damned) – powieść wojenna duńskiego pisarza Svena Hassela z 1953. Polskie wydanie książki ukazało się w 2004 w tłumaczeniu Juliusza Wilczura-Garzteckiego.

## Treść
Jest pierwszą częścią wojennej serii, opartej w dużym stopniu na osobistych przeżyciach autora z okresu służby na prawie wszystkich frontach II wojny światowej, w tym w jednostkach karnych Wehrmachtu. Bohaterami są członkowie 27. Pułku Pancernego (który w rzeczywistości nigdy nie istniał): Sven (autor, narrator wszystkich powieści Hassela), Joseph Porta (humorystyczny gawędziarz, pochodzący z Berlina), Willie Beier - Stary (doświadczony starszy sierżant), oberst Manfred Hinka, oberfeldfebel Hugon Stege i inni. Z uwagi na fakt, że powieść ta otwiera cykl i, według autora, jest w 90% autobiograficzna, to nie pojawiają się w niej jeszcze znane z następnych części postacie Legionisty, Małego, Barcelony, czy Juliusa Heide. Stary i Porta ostatecznie giną, by potem pojawić się ponownie, w następnych częściach, już zdecydowanie bardziej fikcyjnych. Autor przedstawił losy swoich bohaterów na różnych frontach II wojny światowej koncentrując się na brutalności i bezsensowności wojny oraz roli pojedynczego żołnierza w konflikcie. Najważniejszym wątkiem tej części są wydarzenia poprzedzające wysłanie Svena na front wschodni, a więc dezercja, proces, wyrok i nieludzkie traktowanie w Karnym Obozie Koncentracyjnym SS i Policji w Lengries. Następnie Sven, skierowany do oddziałów pancernych walczy w Rosji i na Ukrainie (m.in. w Charkowie i Kijowie), gdzie dostaje się do niewoli radzieckiej, ucieka z niej, ponownie walczy, zostaje ranny, kuruje się we Lwowie i Truskawcu, by ostatecznie niedoleczony, ponownie wrócić na front.